# 元会
元会，中国古代每年岁首由皇帝举行的庆祝活动，又称作正旦元会或者正会。虽然元会的时间理论上讲都是定在岁首，但是由于历代的历法有变化，岁首的设置也不尽相同，所以实际情况中也有元会并不在一月一日的情况。在元会上皇帝会接见诸侯、百官与地方官员的代表，所以元会也是古时候重要的礼仪与政治活动。也有可能是指汉末曹植所作的元会诗。

## 西汉的元会
先秦的礼仪制度在秦朝时大量毁失，汉朝建立后，叔孙通重新制定新的礼仪规范，虽然有参考前代的制度，但是做了大量的改动，官方仪式中就有正会礼一项。
汉初时以十月为岁首，因此元会在十月举行。后来汉武帝时制定了太初历，将夏历的正月作为岁首，但是仍然遵循在十月一日举行宴会的习惯，所遵循的礼仪便是正会之礼。
汉朝元会的规定是从岁首的前一夜晚上，夜漏未尽七刻开始，百官与各地郡守献上礼物朝贺皇帝。献上的礼物有等级标准：三公和列侯送玉璧，中二千石、二千石送羊羔，千石、六百石送雁，四百石以下送野鸡。三公献上贺礼时，先手持玉璧上殿到御座前，面向皇帝座位所在的北方。太常引赞道“皇帝为君兴”，皇帝起立，接受三公伏地跪拜。皇帝坐下，三公才上前献上玉璧。然后百官上殿向皇帝贺岁，二千石以上的官员要手举酒杯，口称万岁。宴会中皇帝进食时，司徒献上羹，大司农献上饭，奏进食时的音乐。皇帝会在元会上赏赐群臣，并与群臣举行宴会，宴会上会有娱乐活动。

## 三国的元会
东汉末年，曹操建魏国，在都城鄴同样像皇帝一样举行元会。魏国举行元会的地点是邺城的文昌殿，遵照汉朝的仪式流程汉仪，又增设百华灯。
曹魏建立之后，魏文帝禁止藩王到京城来朝贺，所以元会的时候并没有藩王上贺的仪式。曹魏的岁首定在正月，但是在冬至日的时候也会举行接受属国、地方和百官祝贺的小会，所用的礼仪较元会低一等。

## 晋朝的元会
西晋的元会礼仪确定于晋武帝咸宁年间，名为咸宁仪。元会过程分为晨贺和昼宴两个部分。

### 晨贺
晨贺的时间从元旦的前一日晚上夜漏未尽七刻开始，到昼漏上三刻为止，主要内容是诸侯百官向皇帝进贡礼物朝贺。
准备工作提前一天就要准备妥当。夜漏未尽十刻的时候，宫中点燃火炬，群臣开始集会，向皇帝和皇后上贺，然后从云龙东中华门进入会场，到东阁下就坐。到夜漏未尽七刻时所有前来贺岁的百官、计吏以及宫中的郎官、卫士等都已经各就各位完毕。夜漏未尽五刻时，谒者、仆射、大鸿胪等主持仪式的官员到位。漏尽，侍中通报，皇帝入场，钟鼓奏乐，百官伏地跪拜。太常引导皇帝登上御坐，奏乐停止，百官起。大鸿胪跪奏“请朝贺”，诸侯百官开始献上礼物贺岁。
献上礼物的顺序是先从藩王开始。在大鸿胪跪奏“请朝贺”后，掌管礼仪的郎官替皇帝宣布“皇帝延王登”，大鸿胪跪着替王上贺“籓王臣某等奉白璧各一，再拜贺”。太常回复“王悉登”。于是谒者引导藩王上殿来到御座前，皇帝站起来，藩王再拜；皇帝坐下，藩王又再拜，跪着将玉璧放在御座之前，又再拜，这样才完成了上贺的礼仪。礼仪完成之后，由谒者引导藩王下殿，回到原来的座位。
然后掌礼郎又宣布“皇帝延太尉等”。于是公、特进、匈奴南单于、金紫将军在大鸿胪西面，中二千石、二千石、千石、六百石在大行令西西面，皆面向北面伏地跪拜。大鸿胪跪赞“太尉、中二千石等奉璧、皮、帛、羔、雁、雉，再拜贺”，太常替皇帝回复“皇帝延公等登”。然后掌礼郎引公以下金紫将军以上的官员上殿，皇帝起立，官员们再拜，皇帝坐下，官员们又再拜，跪着将璧、皮、帛放在御座前，再拜。放置礼物的时候，大行令在殿下大声赞唱。礼仪完成后，由谒者引导诸官员下殿，回到原位。中二千石以下的官员上贺也是如此。
献上礼物的礼仪完成后，所有的礼物都会交给负责接收礼物的郎官，郎官们又将礼物中的璧帛交给谒者，而将羔、雁、雉等交给太官，太乐令跪请奏乐，于是依次演奏音乐。乘黄令出马车，皇帝乘车离开，百官于原坐中待命。

### 昼宴
昼漏上水六刻，外邦胡人等国家的宾客，依顺序入内，拜两次后入座。皇帝在离开后三刻之后再次出来，钟鼓奏乐。
接着群臣上寿酒。谒者、仆射跪奏“请群臣上”。谒者引王侯以下，二千石以上的官员上殿，千石以下的官员留在原位。谒者引导藩王到樽前盛上贺的酒，然后跪着交给侍中，侍中跪着将酒放在御坐前。藩王又回来舀杯酒放在自己坐位前。谒者跪奏“籓王臣某等奉觞，再拜上千万岁寿”。四厢奏乐，百官再拜，等皇帝饮玩酒，又再拜。谒者引导上殿的百官回到原本的座位，在殿下的人也各自回到自己的座位上坐着。侍中、中书令、尚书令等近臣又各自在殿上向皇帝敬酒。
乐队奏起升堂的音乐，太官奉着皇帝的御酒登上大殿的台阶，跪着将酒交给侍郎，侍郎又跪放到御坐前。又为百官依次斟酒。太乐令跪着上奏：“奏登歌”，登歌要演奏三遍才停止。太官令跪着请奏上皇帝的御饭，御饭送到台阶下时，群臣都起立。太官令跪着将羹交给司徒，将饭交给大司农。大司农和司徒将饭和羹以及尚食端着的食案一同交给持节，持节跪着将食物呈到御坐前。群臣回到座位上。太乐令跪上奏“奏食举乐”。太官给大家上食物，大家开始正式吃东西。
等所有人都吃完了，太乐令跪奏“请进乐”，于是依次奏乐。鼓吹令又上前跪奏“请以次进众妓”。接着进行歌舞表演。
于是召喚各个地方派到京城来上计的计吏上前，在殿阶之下接受皇帝的鼓励与训诫。
宴会完后，由一名谒者跪奏“请罢退”。于是钟鼓奏乐，群臣向北再拜，离开会场。

### 东晋与西晋的变化
西晋泰始年间规定，诸侯国的王公凡是到了封地的，分成两拨，以三年为周期轮流来京参加元会朝贺。没有轮到的时候派国内的官员来朝贺就可以了。而东晋时王侯都不用到封地去，有些接收官职在外管理州郡的，则依照刺史二千石的礼仪，而不用依照王侯朝聘的礼仪。
东晋时考虑到安全问题，免去了晨贺的步骤。夜漏未尽十刻，昼漏上五刻，皇帝才出来受贺，到平旦时始才开殿门。

### 晋朝元会奏乐歌词
四厢乐歌
正旦大会行礼歌
作者：成公绥
- 穆穆天子，光临万国。多士盈朝，莫匪俊德。流化罔极，王猷允塞。嘉会置酒，嘉宾充庭。羽旄曜宸极，钟鼓振泰清。百辟朝三朝，彧彧明仪形。济济锵锵，金声玉振。

- 礼乐具，宴嘉宾。眉寿祚圣皇，景福惟日新。群后戾止，有来雍雍。献酬纳贽，崇此礼容。丰羞万俎，旨酒千钟。嘉乐尽宴乐，福禄咸攸同。

- 乐哉！天下安宁。道化行，风俗清。箫《韶》作，咏九成。年丰穰，世泰平。至治哉，乐无穷。元首聪明，股肱忠。澍丰泽，扬清风。

- 嘉瑞出，灵应彰。麒麟见，凤皇翔。醴泉涌，流中唐。嘉禾生，穗盈箱。降繁祉，祚圣皇。承天位，统万国。受命应期，授圣德，四世重光。宣开洪业，景克昌，文钦明，德弥彰。肇启晋邦，流祚无疆。

- 泰始建元，凤皇龙兴。龙兴伊何，享祚万乘。奄有八荒，化育黎蒸。图书既焕，金石有徵。德光大，道熙隆。被四表，格皇穹。奕奕万嗣，明明显融，高朗令终。保兹永祚，与天比崇。

- 圣皇君四海，顺人应天期。三叶合重光，泰始开洪基。明曜参日月，功化侔四时。宇宙清且泰，黎庶咸雍熙，善哉雍熙！

- 翼仁惟天降命，翼仁祐圣。于穆三皇，载德弥盛。总齐璇玑，光统七政。百揆时序，化若神圣。四海同风，兴至仁。济民育物，拟陶均。拟陶均，垂惠润。皇皇群贤，峨峨英隽。德化宣，芬芳播来胤。播来胤，垂后昆。清庙何穆穆，皇极辟四门。皇极辟四门，万机无不综。亹亹翼翼，乐不及荒，饥不遑食。大礼既行，乐无极。

- 登昆仑，上层城。乘飞龙，升泰清。冠日月，佩五星。扬虹霓，建篲旌。披庆云，廕繁荣。览八极，游天庭。顺天地，和阴阳。序四时，曜三光。张帝纲，正皇纲。播仁风，流惠康。迈洪化，振灵威。怀万方，纳九夷。朝阊阖，宴紫微。建五旗，罗钟虡。列四悬，奏《韶》《武》。铿金石，扬旌羽。纵八佾，《巴渝舞》。咏雅颂，和律吕。于胥乐，乐圣主。

- 化荡荡，清风泄。总英雄，御俊杰。开宇宙，扫四裔。光缉熙，美圣哲。超百代，扬休烈。流景祚，显万世。

- 皇皇显祖，翼世佐时。宁济六合，受命应期。神武鹰扬，大化咸熙。廊开皇衢，用成帝基。

- 光光景皇，无竞惟烈。匡时拯俗，休功盖世。宇宙既康，九域有截。天命降监，启祚明哲。

- 穆穆烈考，克明克隽。实天生德，诞应灵运。肇建帝业，开国有晋。载德奕世，垂庆洪胤。

- 明明圣帝，龙飞在天。与灵合契，通德幽玄。仰化青云，俯育重川。受灵之祐，于万斯年。

正旦大会王公上寿酒歌
作者：荀勖
- 践元辰，延显融。献羽觞，祈令终。我皇寿而隆，我皇茂而嵩。本枝奋百世，休祚钟圣躬。

食举乐东西厢歌
作者：荀勖
- 煌煌七曜，重明交暢。我有嘉宾，是应是贶。邦政既图，接以大飨。人之好我，式遵德让。

- 宾之初筵，蔼蔼济济。既朝乃宴，以洽百礼。颁以位叙，或庭或陛。登傧台叟，亦有兄弟。胥子陪寮，宪兹度楷。观颐养正，降福孔偕。

- 昔我三后，大业是维。今我圣皇，焜炔前晖。奕世重规，明照九畿。思辑用光，时罔有违。陟禹之迹，莫不来威。天被显禄，福履是绥。

- 赫矣太祖，克广明德。廊开宇宙，正世立则。变化不经，民无瑕慝。创业垂统，兆我晋国。

- 烈文伯考，时维帝景。夷险平乱，威而不猛。御衡不迷，皇涂焕景。七德咸宣，其宁惟永。

- 猗欤盛欤！先皇圣文。则天作孚，大哉为君。慎徽五典，帝载是勤。文武发挥，茂建嘉勋。修己济治，民用宁殷。怀远烛幽，玄教氤氲。善世不伐，服事三分。德博化隆，道昌无垠。

- 隆化洋洋，帝命溥将。登我晋道，越惟圣王。龙飞革运，临焘八荒。睿哲钦明，配踪虞唐。封建厥福，骏发其祥。三朝习吉，终然允臧。其臧维何，总彼万方。元侯列辟，四岳籓王。时见世享，率兹有常。旅揖在庭，嘉客在堂。宋卫既臻，陈留山阳。有宾有使，观国之光。贡贤纳计，献璧奉璋。保祐命之，申锡无疆。

- 振鹭于飞，鸿渐其翼。京邑穆穆，四方是式。无竞维人，王纲允敕。君子来朝，言观其极。

- 暠郧大君，民之攸暨。信理天工，惠康不匮。将远不仁，训以醇粹。幽明有伦，俊乂在位。九族既睦，庶邦顺比。开元布宪，四海鳞萃。协时正统，殊涂同致。厚德载物，灵心隆贵。敷奏谠言，纳以无讳。树之典象，诲之义类。上教如风，下应如卉。一人有废，群萌以遂。我后宴喜，令问不坠。

- 既宴既喜，翕是万邦。礼仪卒度，物有其容。晰晰庭燎，喤々鼓钟。笙磬咏德，万舞象功。八音克谐，俗易化从。其和如乐，庶品时邕。

- 时邕斌斌，六合同尘。往我祖宣，威静殊邻。首定荆楚，遂平燕秦。亹亹文皇，迈德流仁。爰造草昧，应乾顺民。灵瑞告符，休徵响震。天地弗违，以和神人。既禽庸蜀，吴会是宾。肃慎率职，楛矢来陈。韩濊进乐，宫徵清钧。西旅献獒，扶南效珍。蛮裔重译，玄齿文身。我皇抚之，景命惟新。

- 愔愔嘉会，有闻无声。清酤既奠，笾豆既升。礼充乐备，箫《韶》九成。恺乐饮酒，酣而不盈。率土欢豫，邦国以宁。王猷允塞，万载无倾。[6]